# Broich (Engelskirchen)
Broich war ein früherer Ortsteil der Gemeinde Engelskirchen im Oberbergischen Kreis in Nordrhein-Westfalen, Deutschland und ist heute ein Teil von Grünscheid.

## Lage und Beschreibung
Der Ort liegt rund 3 km südwestlich von Engelskirchen an der Agger. Die Bundesstraße 55 führt durch den Ort.

## Geschichte

### Erstnennung
- 1413 wurde der Ort das erste Mal urkundlich erwähnt und zwar "Kämmereirechnung für Fronhof Lindlar" (Urkundliche Erstnennungen oberbergische Orte v. Klaus Pampus) Schreibweise der Erstnennung: Broeche

## Bus und Bahnverbindungen

### Linienbus
Haltestelle: Broich
- 310 Gummersbach – Overath (OVAG)